# Schmiechen
Schmiechen település Németországban, azon belül Bajorországban. Lakosainak száma 1367 fő (2023. december 31.).

## Népesség
A település népessége az elmúlt években az alábbi módon változott:
| Lakosok száma | 323  | 648  | 615  | 950  | 1228 | 1230 | 1297 | 1360 | 1335 | 1367 |
|               | 1875 | 1950 | 1975 | 1987 | 2012 | 2014 | 2016 | 2017 | 2021 | 2023 |